# Sherlock Holmes: The Vatican Cameos
Sherlock Holmes: The Vatican Cameos (traduisible par Sherlock Holmes : l'affaire des camées du Vatican) est un jeu vidéo d'aventure textuel (aussi désigné sous le nom de fiction interactive) sorti en 1986 sous DOS et Apple II. Ce jeu a été développé par Ellicott Creek Software et n'existe qu'en anglais.
Comme le nom du jeu le laisse entendre, l'intrigue se déroule dans l'univers du détective Sherlock Holmes. « L'affaire des camées du Vatican », n'est pas une pure invention des développeurs par rapport aux écrits d'Arthur Conan Doyle : en effet, dans Le Chien des Baskerville, après que le docteur Mortimer a relaté à Holmes le meurtre de Sir Charles trois mois plus tôt, le détective explique qu'il avait à l'époque lu dans un journal l'annonce du décès, mais qu'il était alors « excessivement occupé par cette petite histoire des camées du Vatican ». On n'en sait alors pas plus, et les développeurs ont imaginé en quoi cette enquête consistait.

## Trame
L'aventure se déroule en 1888. Le joueur y incarne Holmes, et a pour tâche de trouver le coupable d'un mystérieux meurtre, ainsi que de trouver son arme et comprendre son mobile. Cependant, il ne suffit pas de découvrir la vérité pour gagner la partie, il faut être au bon endroit au bon moment afin d'être convoqué à témoigner en cour. Les indices récoltés au cours des discussions et des explorations ne doivent pas être négligés, car il faudra ensuite répondre correctement à une série de dix questions afin de démontrer la culpabilité de l'accusé et gagner la partie.

## Système de jeu
Sherlock Holmes: The Vatican Cameos est une aventure textuelle (fiction interactive), le joueur doit donc taper au clavier en toutes lettres les actions qu'il veut que Holmes exécute. Cependant, contrairement à la plupart des aventures textuelles, ici le système de jeu est simplifié : les verbes disponibles sont écrits en haut de l'écran, il ne reste plus qu'à ajouter le bon complément d'objet direct. Il n'y a pas d'illustrations dans cette aventure. Comme dans Sherlock (1984), il y a un temps à respecter au-delà duquel l'enquête sera perdue.